# Salina Bay
Salina Bay är en vik med salin i republiken Malta. Den ligger i kommunen St. Paul's Bay, i den centrala delen av landet. Vid viken ligger staden Qawra.